# Гоф-фурьер
Гоф-фурьер (от нем. Hoffurier) — должность придворного служителя в Российской империи. 
Во всех дворцовых управлениях состояли для заведования комнатным убранством смотрители камер-цалмейстерской части, а для ближайшего заведования прислугой — гоф-фурьеры. Гоф-фурьер отвечал за порядок и чистоту в помещениях дворца, ведение таблиц комнатному убранству и мебели в комнатах дворца, написание рапортов на оплату различных услуг по заготовке дров, мытью окон, стирке белья и др., поставке необходимых припасов и товаров, на прием вольнонаемных официантов, лакеев и швейцаров. Он занимался повседневным обеспечением пребывания во дворце членов императорской фамилии, организацией императорского стола, выполнял их личные поручения.
Гоф-фурьер также отвечал за представление рапортов руководству дворцовой конторы о рождении и смерти детей придворных служителей.
Он получал по расходному журналу дворцовой конторы для себя и всей прислуги  деньги на жалованье, столовые, порционные и наградные расходы, за использованные собственные средства на приобретение необходимых предметов для членов императорской фамилии.

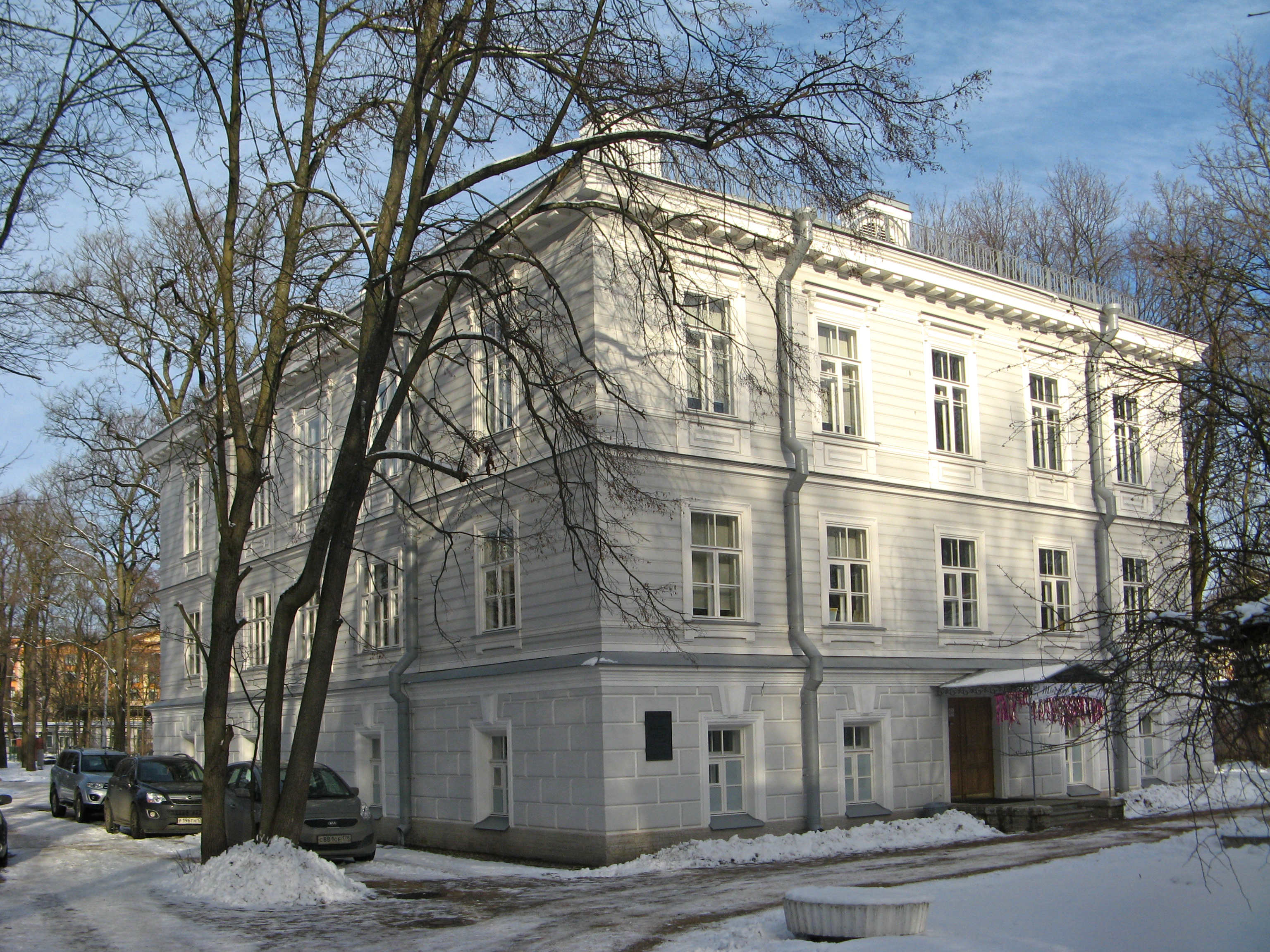
Дом смотрителя и гоф-курьера при Елагином дворце

Как правило, гоф-фурьер находился при каждом дворце. Так, в соответствии со штатом Московской дворцовой конторы, высочайше утвержденным 15 ноября 1858 г., при Большом Кремлевском дворце насчитывалось 54 придворнослужителя, в т.ч. 1 камер-фурьер и 1 гоф-фурьер, при Малом Кремлевском дворце – 24 придворнослужителя, из них 1 гоф-фурьер, при Доме бояр Романовых – 4 придворнослужителя, из них 1 гоф-фурьер (дворецкий), при Александринском летнем дворце – 16 придворнослужителей, в т. ч. 1 гоф-фурьер, при Петровском дворце и парке – 13 придворнослужителей и позднее была добавлена должность гоф-фурьера.
По истечении 10 лет безупречной службы с высочайшего разрешения гоф-фурьер получал право на чин, соответствующий 9-му классу «Табели о рангах». Гоф-фурьер мог быть произведён в камер-фурьеры, при назначении на эту должность награждался чином 6-го класса.
Должность камер-фурьера была введена в штатное расписание Московской дворцовой конторы 27 апреля 1849 г. в связи с возведением Большого Кремлевского дворца, оставалась вакантной более 30 лет и только 22 апреля 1882 г. по приказу Александра III на должность камер-фурьера при дворце был назначен С. В. Инштетов.